# Самуцевич, Екатерина Станиславовна
Екатери́на Станисла́вовна Самуце́вич (род. 9 августа 1982) — бывшая участница феминистской панк-группы Pussy Riot и арт-группы «Война», получила известность в мире в связи с уголовным преследованием за проведение панк-молебна. 
17 августа 2012 года была признана виновной в «хулиганстве на почве религиозной вражды» за выступление в Москве в Храме Христа Спасителя и приговорена к двум годам лишения свободы. Позже, по кассационной жалобе, Мосгорсуд изменил срок наказания для Екатерины Самуцевич на два года условно. Она была признана политзаключённой Союзом солидарности с политзаключенными. Amnesty International назвала её узником совести из-за «тяжести реакции российских властей».

## Биография
По окончании Московского энергетического института работала программистом в оборонном концерне «Моринформсистема-Агат» (в том числе два года участвовала в разработке программного обеспечения для подводной лодки К-152 «Нерпа»), после ухода из концерна продолжила работу программиста в качестве фрилансера. В 2009 году окончила Московскую школу фотографии и мультимедиа имени Родченко.
Самуцевич была членом коллективной арт-группы «Война» с 2007 года. В 2010 году участвовала в акции группы «Война», заключающейся в разбрасывании около 3 000 мадагаскарских тараканов в коридоре здания Таганского суда. По иронии судьбы, суд над участницами «панк-молебна» из группы Pussy Riot состоялся в том же здании. Кроме этого, она приняла участие в акции «Лобзай мусора, или тренинг по зацеловыванию», с января по март 2011 года. Акция была приурочена к вступлению в силу закона о полиции, девушки из группы набрасывались с поцелуями на женщин-полицейских на станциях московского метро и на улицах. Это было в первую очередь антиправительственным протестом, но вызвало споры, поскольку поцелуй без согласия может быть рассмотрен как сексуальное нападение.
В конце января 2015 года Екатерина Самуцевич обратилась в Верховный суд России с требованием изменить заключение Мосгорсуда, не отменившего приговор участницам Pussy Riot. Верховный суд России отказался пересматривать приговор.